# Cathédrale Christ Church de Fredericton
Cette  cathédrale n’est pas la seule cathédrale Christ Church.
La cathédrale Christ Church est la cathédrale du diocèse de Fredericton dans la province canadienne du Nouveau-Brunswick.
Elle est située au milieu d’un espace vert, en bordure du fleuve Saint-Jean. Sa construction a commencé en 1845, et la cathédrale a été ouverte en 1853. Elle a été reconnue Lieu historique national du Canada en 1981.
Créée dans un style néogothique, elle a une longueur de 62 mètres, pour une hauteur de 70 mètres.